# Trio (Kartenspiel)
Trio ist ein Kartenspiel des japanischen Spieleautors Kaya Miyano für drei bis sechs Mitspieler aus dem Jahr 2021. Es erschien zuerst in dem japanischen Verlag Mob+ und wurde später in zahlreiche Sprechversionen übersetzt. 2023 wurde das Spiel auf die Empfehlungsliste zum Spiel des Jahres aufgenommen und errang beim Swiss Gamers Award Kids / Family den fünften Platz, 2024 wurde es beim französischen As d’Or als Spiel des Jahres (Jeu de l’Année) ausgezeichnet.

## Thema und Ausstattung
Bei dem Spiel handelt es sich um ein einfaches Kartenspiel, bei dem die Mitspieler jeweils Sets aus drei gleichen Zahlenkarten aus einer Tischauslage und den Handkarten aller Mitspieler aufdecken und sammeln müssen. Das Spielmaterial besteht neben der Spielanleitung aus 36 Zahlenkarten mit je drei Karten der Kartenwerte 1 bis 12.

## Spielweise
Das Spiel kann sowohl in einer einfachen, „milden“, wie in einer etwas schwierigeren, „pikanten“, Version gespielt werden, auf die sich die Spieler vor dem Spiel einigen. In der normalen Version müssen die Mitspieler entweder drei beliebige Trios oder das 7er-Trio sammeln, um zu gewinnen, in der pikanten Version müssen zwei über die Angaben auf den Kartenecken verbundene Kartentrios oder das 7er-Trio gesammelt werden. Zudem gibt es eine Team-Variante für vier oder sechs Spieler, bei dem die Teams jeweils gemeinsam Trios sammeln.
Zur Vorbereitung werden die Karten gemischt und jeder Mitspieler erhält abhängig von der Spielerzahl fünf bis neun Karten, die restlichen Karten werden verdeckt in die Tischmitte gelegt. Alle Spieler nehmen ihre Karten auf die Hand und sortieren sie nach Kartenwerten von links nach rechts aufsteigend.
Beginnend mit einem Startspieler spielen die Mitspieler im Uhrzeigersinn. Der jeweils aktive Spieler deckt entweder eine Karte in der Tischmitte oder eine der äußeren Karten eines Mitspielers einschließlich der eigenen auf. Er wiederholt dies, bis er entweder einen von den bisher ausliegenden Karten verschiedenen Kartenwert oder die dritte gleiche Karte aufdeckt. Im ersten Fall wird der Zug abgebrochen und alle Karten wieder umgedreht bzw. an die Spieler zurückgegeben, im letzteren Fall hat er ein Trio gesammelt und legt es vor sich ab. Hat ein Spieler keine Karten mehr auf der Hand, spielt er trotzdem bis zum Spielende weiter mit.
Das Spiel endet, sobald ein Spieler eine der Siegbedingungen erfüllt hat. Im milden Spiel gewinnt er entsprechend bei drei beliebigen Trios oder dem 7-er Trio, im pikanten Spiel mit zwei verbundenen Trios oder ebenfalls dem 7-er Trio.

## Veröffentlichung und Rezeption
Das Spiel Trio wurde von Kaya Miyano entwickelt und 2021 bei dem japanischen Verlag Mob+ in einer Version auf Englisch und Japanisch veröffentlicht. Im Folgejahr erschien neben einer Weihnachtsversion des Spiels auch eine Version auf Koreanisch bei Underdog Games. Ab 2023 wurde das Spiel mit einer neuen Gestaltung durch Laura Michaud in zahlreiche weitere Sprachen übersetzt, darunter neben Deutsch auch Niederländisch, Polnisch, Französisch, Ungarisch, Italienisch, Portugiesisch, Ukrainisch, Serbisch, Russisch, Tschechisch, Chinesisch und den nordeuropäischen Sprachen. In Deutschland wird es von Cocktail Games herausgegeben und von Asmodée vertrieben.
Trio wurde 2023 auf die Empfehlungsliste zum Spiel des Jahres aufgenommen und beim Swiss Gamers Award Kids / Family auf den fünften Platz gewählt, 2024 wurde es beim französischen As d’Or als Spiel des Jahres (Jeu de l’Année) ausgezeichnet. Harald Schrapers bezeichnete es als „attraktives Kartenspiel, bei dem sich Memory, Wahrscheinlichkeiten und Deduktion sehr gut ergänzen,“ kritisierte allerdings, dass sich die beiden Spielstufen mild und pikant in der Schwierigkeitsabstufung kaum unterschieden. Udo Bartsch schrieb, dass er „am Anfang nicht sehr überzeugt von Trio“ war, es sich jedoch trotzdem neben Passt nicht! zum von ihm „meistgespielten kleinen Spiel der Saison entwickelte“. Er sei neugierig auf jede weitere Partie und fiebere jeweils seinem nächsten Zug entgegen, weil er auf neue Erkenntnisse zu den Kartenverteilungen hoffe.

## Belege
1. 1 2 3 4 5 6  Spielanleitung Trio, Cocktail Games 2023
2. ↑  Versionen von Trio in der Spieledatenbank BoardGameGeek (englisch); abgerufen am 24. November 2024.
3. ↑  Harald Schrapers: Trio, Rezension auf dem Blog „Games We Play“, abgerufen am 24. November 2024.
4. 1 2  Udo Bartsch: Trio, Rezension auf dem Blog „Rezensionen für Millionen“, 8. April 2024; abgerufen am 24. November 2024.